# 今日から、ここから
「今日から、ここから」（きょうから、ここから）は、いきものがかりの楽曲。自身の8作目の配信シングルとしてソニー・ミュージックレーベルズ / エピックレコードジャパンからダウンロード配信で2021年5月30日に発売された。

## 解説
9thアルバム『WHO?』から2ヶ月ぶり、シングルとしては「BAKU」から3ヶ月ぶりのリリース。
本楽曲はいきものがかりと亀田誠治によるコラボレーションプロジェクトで、「2020年のコロナ禍という未曾有の体験の中で、アーティストが自分たちに何ができるかをソーシャルディスタンスの中で考え、普遍的なうたを作ろう」というコンセプトに基づき、2020年からリモート環境下で制作が進められた。
2021年5月22日からiTunes Storeで予約が開始され、同日から5月29日までの間に予約した購入者を対象に、いきものがかりの直筆サイン入りオリジナル譜面カードが抽選でプレゼントされるキャンペーンが実施された。
本作のリリース直後に山下穂尊がグループ脱退を発表し、本楽曲が3人体制での最後の新曲となった。
本作リリース後最初のアルバムである『○』には収録されず、2023年末時点ではアルバム・CD未収録となっている。

## 曲情報
| #  | タイトル               | 作詞・作曲                             | 編曲     |
| -- | ---------------------- | -------------------------------------- | -------- |
| 1. | 「今日から、ここから」 | 亀田誠治・水野良樹・吉岡聖恵・山下穂尊 | 亀田誠治 |